# Daniel Dubois (boxe anglaise)
Pour les articles homonymes, voir Daniel Dubois.
Daniel Dubois est un boxeur poids lourds britannique né le 6 septembre 1997 à Londres. Champion du monde poids lourds IBF le 21 septembre 2024 après son succès contre Anthony Joshua, il perd ce titre face à Oleksandr Usyk le 19 juillet 2025.

## Carrière professionnelle
Ayant comme but initial de disputer les Jeux olympiques d'été de 2020 à Tokyo, Daniel Dubois passe finalement professionnel chez les poids lourds, et dispute à 19 ans son premier combat : le 8 avril 2017, il bat Marcus Kelly par KO technique au premier round.
Après trois victoires, il remporte le titre de champion du monde WBC Youth, le 8 juillet 2017, en mettant KO Mauricio Barragan au deuxième round. Le 16 septembre, Daniel Dubois bat au premier round AJ Carter pour le titre de champion du sud de l’Angleterre puis le 23 juin 2018, il devient champion d’Angleterre BBBofC pour son huitième combat en battant Tom Little par KO technique au cinquième round.
Le 6 octobre 2018, il combat sans titre en jeu l'ancien challenger mondial Kevin Johnson, qui est son premier adversaire à finir debout à l'issue des dix rounds prévus, mais Dubois remporte tout de même le combat aux points avec une large avance. Le 8 mars 2019, il remporte le titre européen WBO en battant par KO au deuxième round le Roumain Razvan Cojanu. Le 28 avril, il bat le champion WBO d'Afrique Richard Lartey par KO au quatrième round.
Il devient champion de Grande-Bretagne le 13 juillet 2019 en battant son compatriote Nathan Gorman, alors invaincu en 16 combats, par KO à la cinquième reprise. Le 27 septembre 2019, en battant par KO technique au premier round le Ghanéen Ebenezer Tetteh, invaincu en 19 combats, il remporte la ceinture du Commonwealth, et la ceinture internationale WBO. Il défend victorieusement cette ceinture avec deux victoires par KO au deuxième round.
Le 28 novembre 2020, il est opposé à Joe Joyce dans un combat pour le titre vacant de champion d'Europe. Dubois lance des coups puissants et nets, mais le jab répété de Joe Joyce lui ferme l'œil, et lui casse l'os orbital . Au dixième round, un coup de Joyce sur son œil valide lui fait mettre un genou à terre, il ne se relève pas après 10 secondes et connait sa première défaite.
Le 5 juin 2021, il rebondit en gagnant le titre de champion du monde WBA par intérim, en battant Bogdan Dinu par KO en deux rounds. Il s'impose ensuite face à Trevor Bryan et Kevin Lerena avant la limite en 2022 ce qui lui permet de devenir challengeur au titre de champion du monde WBA des poids lourds détenu par l'Ukrainien Oleksandr Usyk. Le combat a lieu à Wroclaw le 26 août 2023 devant 40 000 personnes. Dubois s'incline par arrêt de l'arbitre au neuvième round.
Le boxeur britannique relance à nouveau sa carrière après des succès avant la limite face à Jarrell Miller puis Filip Hrgovic. Le 21 septembre 2024, il devient champion du monde IBF des poids lourds après sa victoire par KO au cinquième round contre son compatriote Anthony Joshua. Le titre avait été laissé vacant par Usyk le 25 juin précédent.
Le 19 juillet 2025, Daniel Dubois affronte Oleksandr Usyk pour une revanche au Wembley Stadium, dans un combat d’unification des titres mondiaux des poids lourds, incluant la ceinture IBF qu’il a conquise après leur premier duel. Ce combat très attendu est diffusé en pay-per-view sur DAZN. Il s'incline par KO au cinquième round après avoir été compté par l'arbitre une premièr fois un peu plus tôt dans ce round.

## Titres professionnels en boxe anglaise

### Titres mondiaux majeurs
- Champion du monde des poids lourds IBF (2024-2025)

### Titres régionaux/internationaux
- Champion poids lourds IBF Interim World (2024)
- Champion poids lourds WBC Silver (2019-2020)
- Champion poids lourds WBO International (2019-2020)
- Champion poids lourds du Commonwealth (2019-2020)
- Champion poids lourds BBBofC British(2019-2020)
- Champion poids lourds WBO Global (2019)
- Champion poids lourds WBO European (2019)
- Champion poids lourds BBBofC English (2018-2020)
- Champion poids lourds BBBofC Southern Area (2017-2023)
- Champion poids lourds WBC Youth (2017-2020)